# Martin Vaughan
Martin Kevin Vaughan (* 5. Juni 1931 in Brisbane, Queensland; † Oktober 2022) war ein australischer Schauspieler.

## Leben
Martin Vaughan stand seit etwa Ende der 1960er-Jahre vor der Kamera und war in den folgenden Jahrzehnten in über 110 Film- und Fernsehproduktionen zu sehen. Für seine Darstellung des australischen Premierministers Billy Hughes in dem Fernsehfilm Billy and Percy (1974) wurde er mit einem Preis bei den AACTA Awards geehrt. Seine erfolgreichste Fernsehrolle hatte er 1976 als Hauptdarsteller der preisgekrönten Serie Power Without Glory, in der er den korrupten Geschäftemacher John West – basierend auf dem real existierenden Geschäftsmann John Wren – verkörperte und hierfür einen Logie Award als beliebtester Schauspieler erhielt. Weitere Rollen hatte Vaughan unter anderem im Kinoklassiker Picknick am Valentinstag sowie den Fernsehserien Die fliegenden Ärzte und  Auf der Suche nach der Schatzinsel. Jüngeren Zuschauern wurde er durch seine Nebenrolle als Max Hamilton in der Teenieserie H2O – Plötzlich Meerjungfrau bekannt. Neben seinen Film- und Fernsehrollen hatte Martin Vaughan auch eine erfolgreiche Karriere als Bühnenschauspieler.

## Filmografie (Auswahl)
- 1967: Hunter (Fernsehserie, 1 Folge)
- 1974: Billy and Percy
- 1975: Picknick am Valentinstag (Picnic at Hanging Rock)
- 1976: Power Without Glory (Fernsehserie, 26 Folgen)
- 1982: Land hinter dem Horizont (We of the Never Never)
- 1983: Ein Sommer in Australien (The Winds of Jarrah)
- 1983: Phar Lap – Legende einer Nation (Phar Lap)
- 1984: Sweet and Sour (Fernsehserie, 14 Folgen)
- 1986: Rückkehr nach Eden (Return to Eden; Fernsehserie, 2 Folgen)
- 1986–1990: Die fliegenden Ärzte (The Flying Doctors; Fernsehserie, 3 Folgen)
- 1991: Deadly – Stärker als der Haß (Deadly)
- 1993: Encounters – Unheimliche Begegnung (Encounters)
- 1997: Heartbreak High (Fernsehserie, 1 Folge)
- 1997: Water Rats – Die Hafencops (Water Rats; Fernsehserie, 1 Folge)
- 1998–2000: Auf der Suche nach der Schatzinsel (Search for Treasure Island; Fernsehserie, 10 Folgen)
- 2001: The Man Who Sued God
- 2002: Australian Rules
- 2004: Salem’s Lot – Brennen muss Salem (Salem’s Lot; Miniserie, 2 Folgen)
- 2008: H2O – Plötzlich Meerjungfrau (H2O: Just Add Water; Fernsehserie, 4 Folgen)
- 2011: Crownies (Fernsehserie, 4 Folgen)
- 2014: Snowblind (Kurzfilm)